# ونچتسا
ونچتسا (به لاتین: Łęczyca، تلفظ: [wɛnˈt͡ʂɨt͡sa]) یک شهرک در لهستان است که در شهرستان ونچتسا واقع شده‌است.

## خصوصیات
ونچتسا ۹٫۰ کیلومترمربع مساحت و ۱۴٬۴۵۰ نفر جمعیت دارد.

## خواهرخوانده
شهرهای ریو لپپ، پنتسلین، وولودیمیر-وولینسکیی و Rypin خواهرخوانده‌های ونچتسا هستند.